# جون بولاند (مؤلف)
جون بولاند (بالإنجليزية: John Boland)‏ (12 فبراير 1913، برمنغهام في المملكة المتحدة - 9 نوفمبر 1976، سان ماتيو في الولايات المتحدة)؛ صحفي، كاتب مسرحي وروائي بريطاني.

## روابط خارجية
- جون بولاند على موقع IMDb (الإنجليزية)